# Desert Trip

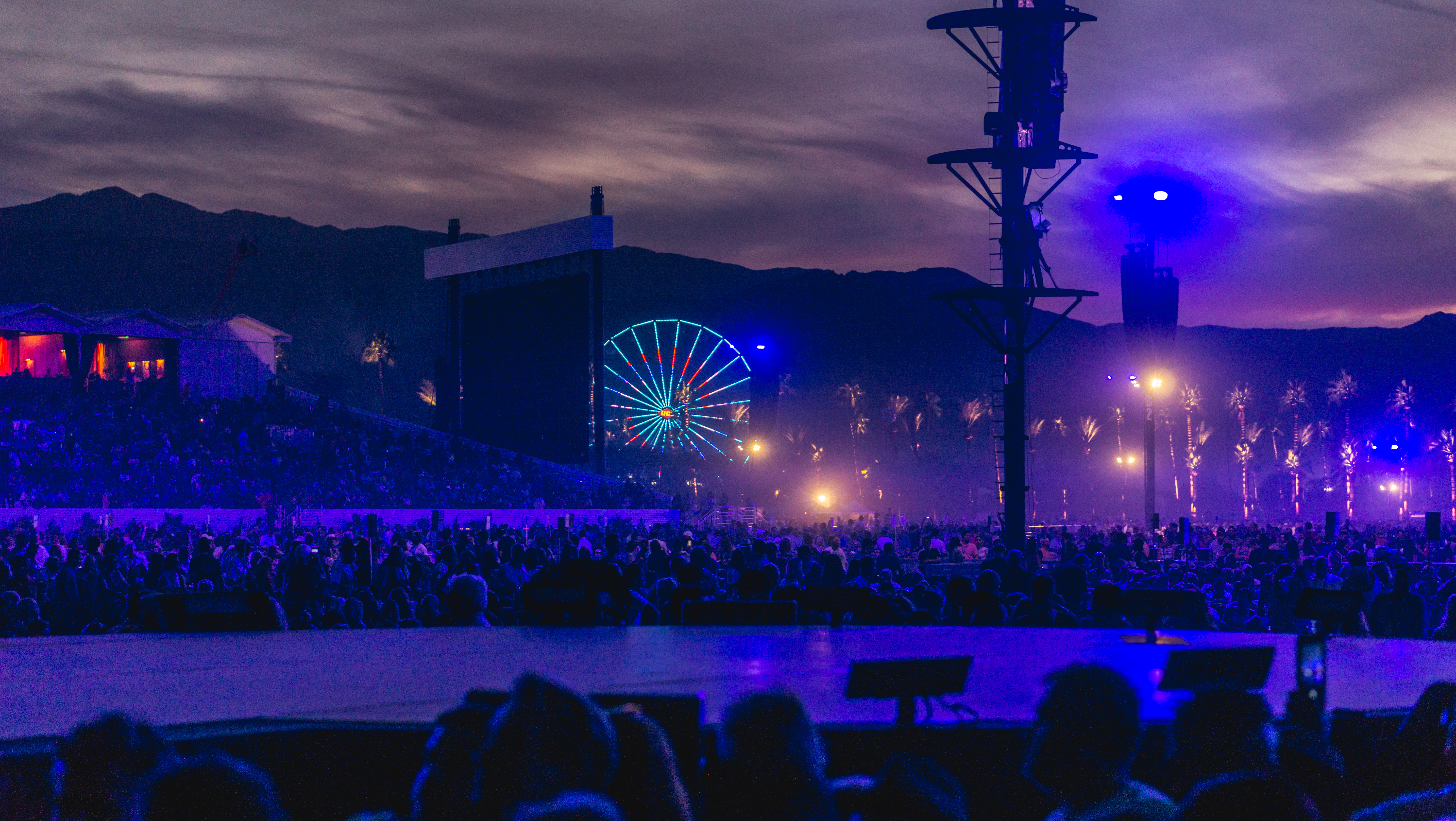
Desert Trip (2016)

Desert Trip war ein sechstägiges Musikfestival, das vom 7. bis 9. und 14. bis 16. Oktober 2016 in Indio (Kalifornien) mit den Rolling Stones, Bob Dylan, Paul McCartney, Neil Young, Roger Waters und The Who stattfand.

## Geschichte
Desert Trip wurde von Paul Tollett veranstaltet, dem Mitbegründer des Coachella Valley Music and Arts Festival. Das Festival fand wie auch das jährliche Coachella-Festival auf dem Gelände des Empire Polo Club in Indio (Kalifornien) statt. Wegen der großen Nachfrage wurden die Auftritte vom 7. bis 9. Oktober eine Woche später vom 14. bis 16. Oktober mit den gleichen Musikern wiederholt.
Das Festival wurde von Stereogum einige Wochen vor seiner offiziellen Ankündigung „Oldchella“ getauft, was sich sowohl auf das Alter der Künstler als auch auf die Tatsache bezog, dass das Konzert von den Machern des Coachella-Festivals am gleichen Veranstaltungsort veranstaltet wurde. Die Los Angeles Times gab das Durchschnittsalter des Publikums mit 51 an, das der Musiker mit 72. Auf dem Gelände gab es ein Riesenrad, Verpflegungs- und Souvenirstände und eine Fotoausstellung. 3-Tage-Tickets gab es ab 399 US-Dollar für einen Stehplatz, die Preise für VIP-Tickets konnten 3.000 US-Dollar überschreiten. Etwa 75.000 Fans besuchten das Festival.
Am 15. Oktober präsentierte Paul McCartney mit Überraschungsgast Rihanna den Song FourFiveSeconds. Einen Tag vor Bob Dylans Auftritt am 14. Oktober war bekannt gegeben worden, dass er den Literaturnobelpreis 2016 erhielt. Roger Waters nutzte seinen Auftritt, bei dem ein riesiges rosa Schwein über dem Publikum schwebte, für negative Kommentare zum US-Präsidentschaftsbewerber Donald Trump sowie für seine Unterstützung Palästinas im Konflikt mit Israel.

## Programm

### Freitag, 7. und 14. Oktober 2016
- Bob Dylan
- The Rolling Stones

### Samstag, 8. und 15. Oktober 2016
- Neil Young
- Paul McCartney

### Sonntag, 9. und 16. Oktober 2016
- The Who
- Roger Waters